# 密花虾脊兰
密花虾脊兰（学名：Calanthe densiflora），又名竹叶根节兰，为兰科节兰属下的一个种。该植物原产于尼泊尔、东部印度、不丹、孟加拉国、缅甸、泰国、越南、琉球群岛和中国（广东、广西、海南、四川、台湾、 西藏和云南）。

## 扩展阅读
- 维基共享资源上的相關多媒體資源：竹叶根节兰
- 維基物種上的相關：竹叶根节兰